# آزمایشگاه کوانتمی آی‌بی‌ام
آزمایشگاه کوانتمی آی‌بی‌ام (به انگلیسی: IBM Quantum Experience) یک پلتفرم آنلاین است که به همه افراد اجازه کار با نمونه‌های اولیه پردازنده‌های کوانتمی شرکت آی‌بی‌ام را از طریق اینترنت می‌دهد. همچنین یک تالار گفتگو آنلاین راه اندازی شده‌است که در آن بحث‌هایی در مورد موضوعات مربوط به محاسبات کوانتومی و مجموعه ای از آموزش‌ها در مورد چگونگی استفاده از پردازنده‌های کوانتمی آی‌بی‌ام و آموزشی‌هایی در مورد محاسبات کوانتومی آمده‌است. این پلتفرم یک مثال از محاسبات کوانتومی مبتنی بر اینترنت است. از ماه مه سال ۲۰۱۸، سه پردازنده در آی‌بی‌ام Q Experience راه اندازی شده‌است که شامل دو پردازنده ۵ کیوبیتی و یک پردازنده ۱۶ کیوبیتی می‌شود. از این پلتفرم می‌توان برای اجرای الگوریتم‌ها و آزمایش‌ها و همچنین یادگیری و شبیه‌سازی دربارهٔ ظرفیت‌ها و امکانات موجود در زمینه محاسبات کوانتومی استفاده کرد. این سایت همچنین لیستی از مقالات تحقیقاتی که از این پلتفرم به عنوان محیط آزمایشی استفاده کرده‌اند را منتشر کرده‌است.
پردازنده‌های کوانتومی آی‌بی‌ام از کیوبیت‌های ترانسمون ابررسانا ساخته شده‌اند که در یک سردکننده رطوبتی در مرکز تحقیقات آی بی ام در مرکز تحقیقاتی توماس واتسون قرار گرفته‌اند.
در این پلتفرم کاربران به وسیله‌ها مختلفی می‌توانند از پردازنده استفاده کنند از جمله: طراحی یک مدار کوانتومی محاسباتی، استفاده از گیت‌های منطقی کوانتومی روی کیوبیت‌ها با استفاده از واسط گرافیکی کاربری ای به نام کوانتوم کامپوزر(quantum composer)، نوشتن کد به زبان اسمبلی کوانتومی یا از طریق QISKit.

## تاریخچه
در ماه مه سال ۲۰۱۶، شرکت آی‌بی‌ام آزمایشگاه کوانتمی آی‌بی‌ام را با یک پردازنده کوانتومی ۵ کیوبیتی و شبیه‌ساز راه اندازی کرد که در آن کیوبیت‌ها به شکل یک ستاره به هم دیگر وصل شده بودند. به همراه آن کوانتوم کامپوزر با مجموعه محدودی از گیت‌های دو کیوبیتی برای فعالیت کاربران و یک راهنمای کاربری منتشر شد که برای استفاده از آن نیاز به پیش زمینه ای در جبر خطی بود.
در ژوئیه ۲۰۱۶ نیز، آی بی ام تالار گفتگوی اختصاصی برای کاربران این آزمایشگاه راه اندازی کرد.
در ژانویه سال ۲۰۱۷، آی‌بی‌ام تغییرات جدیدی روی این پروژه اعمال کرد. که شامل افزودن تعدادی گیت دو کیوبیتی برای پردازندهٔ ۵ کیوبیتی، افزایش توان شبیه‌ساز کوانتومی تا ظرفیت ۲۰ کیوبیت و ساخت زبان اسمبلی کوانتمی برای استفاده از پردازنده‌ها و شبیه‌ساز، می‌شود.
در ماه مارس سال ۲۰۱۷، آی‌بی‌ام با انتشار QISKit به کاربران کمک کرد تا راحت تر کد اسمبلی بنویسند و آزمایش هارا روی پردازنده‌ها اجرا کنند. در کنار این کیت یک راهنما برای مبتدیان نیز منتشر شد.
در ماه مه ۲۰۱۷، آی‌بی‌ام یک پردازنده ۱۶ کیوبیتی را به مجموعه آزمایشگاه کوانتمی اضافه کرد.
در ماه ژانویه سال ۲۰۱۸، آی‌بی‌ام برنامه جایزه دهی quantum awards را راه اندازی کرد توسط آزمایشگاه کوانتمی آی‌بی‌ام برگزار می‌شود.

## کوانتوم کامپوزر

تصویری از صفحه نمایش نتایج حاصل از آزمایش حالت GHZ با استفاده از آی‌بی‌ام Quantum Composer

کامپوزر یک رابط گرافیکی کاربری (GUI) طراحی شده توسط آی‌بی‌ام است که به کاربران اجازه می‌دهد تا الگوریتم‌های مختلف کوانتومی خود را بسازند یا سایر آزمایش‌های کوانتومی را اجرا کنند. کاربران می‌توانند نتایج اجرای الگوریتم‌های خود را با استفاده از آن در یک پردازنده کوانتومی واقعی یا با استفاده از یک شبیه‌ساز ببینند. الگوریتم‌های طراحی شده در کامپوزر به عنوان «قطعه کوانتومی» نامیده می‌شود زیرا شکل ظاهری یک الگوریتم طراحی شده در کامپوزر بسیار شبیه یه یک صفحه نت موسیقی است.
آزمایشگاه کوانتمی در حال حاضر شامل یک کتابخانه آنلاین برای یادگیری کاربران در مورد نحوه استفاده از کامپوزر کوانتومی است. کتابخانه شامل دو راهنما است: راهنمای مبتدیان و راهنمای حرفه ای. همچنین آموزش‌های اضافی در مورد استفاده از پردازنده‌ها در مخازن github لایبری QISKit موجود است که از طریق سایت qiskit.org قابل استفاده است.
کاربران می‌توانند از کامپوزر در حالت اسکریپت نویسی نیز استفاده کنند، که در آن کاربر باید برنامه‌های خود را به زبان QASM (اسملبی کوانتمی) بنویسد.

### نمونه اسکریپت
در زیر یک مثال از برنامه ای کوچک به زبان QASM آمده‌است که برای یک پردازنده ۵ کیوبیتی آی‌بی‌ام نوشته شده‌است. این برنامه به کمک پردازنده تولید و تغییر حالت کیوبیت‌ها را انجام می‌دهد.
{\displaystyle \Psi \rangle ={\frac {1}{\sqrt {2}}}\left(|000\rangle +|111\rangle \right)}، یک حالت ۳ کیوبیتی در مدل GHZ است که می‌تواند به عنوان یک نوع حالت بل در نظر گرفته شود با این تفاوت که به جای حالت دوگانه کلاسیک در آن ۳ کیوبیت وجود دارد. سپس در هنگام اندازه‌گیری حالت کیوبیت را مجبور می‌کند تا یکی از دو حالت ممکن را انتخاب کند (صفر یا یک). 
```
include
 
"qelib1.inc"

qreg
 
q
[
5
];
                
// allocate 5 qubits (set automatically to |00000>)

creg
 
c
[
5
];
                
// allocate 5 classical bits

h
 
q
[
0
];
                   
// hadamard-transform qubit 0

cx
 
q
[
0
],
 
q
[
1
];
            
// conditional pauli X-transform (ie. "CNOT") of qubits 0 and 1. this generates the normal 2-qubit bell state

cx
 
q
[
1
],
 
q
[
2
];
            
// this expands entanglement to the 3rd qubit

measure
 
q
[
0
]
 
->
 
c
[
0
];
     
// this measurement collapses the state

measure
 
q
[
1
]
 
->
 
c
[
1
];
     
// qubit 1 and 2 read the same value as qubit 0

measure
 
q
[
2
]
 
->
 
c
[
2
];

```

 هر کدی در زبان QASM، ترکیبی از تعدادی گیت منطقی کوانتومی است، که در ابتدای کد مقدار کیوبیت هارا صفر می‌کند و در انتها مقدار کیوبیت‌ها را اندازی‌گیری می‌کند و به عنوان خروجی اعلام می‌کند.

### راهنمای مبتدیان
راهنمای مبتدیان، کاربران را با اصطلاحات و دانش کلی مکانیسم‌های کوانتومی مورد نیاز برای ساخت یک قطعه کوانتومی آشنا می‌کند. راهنمای مبتدیان خوانندگان را با مفاهیم ابتدایی محاسبات کوانتومی آشنا می‌کند مانند: رفتار کیوبیت‌ها، درهم تنیدگی کوانتمی و گیت‌های منطقی کوانتومی

### راهنمای کاربران حرفه ای
راهنمای حرفه ای نسبت به راهنمای مبتدیان عمیق‌تر و تحلیلی تر است و برای افرادی که پیش زمینه ای در جبر خطی یا محاسبات کوانتومی دارند، توصیه می‌شود. بر خلاف راهنمای مبتدیان، راهنمای حرفه ای شامل نمونه‌هایی از الگوریتم کوانتومی نیز هست، در کنار آن نیز توضیحاتی راجع به مقایسه الگوریتم‌های کوانتومی با الگوریتم‌های مشابه کلاسیک نیز آمده‌است.
هر دوی راهنماهای مبتدی و حرفه متن باز هستند و افراد می‌توانند از طریق مخزن QISKit github به روز رسانی شود.

## استفاده‌ها
به گزارش آی‌بی‌ام بیش از ۸۰٬۰۰۰ کاربر در آزمایشگاه کوانتمی وجود دارد، که مجموعاً بیش از ۳ میلیون آزمایش انجام داده‌اند.
بسیاری از این کاربران محققان هستند که در مجموع بیش از ۷۲ مقاله علمی دانشگاهی را به کمک این پلتفرم منتشر کرده‌اند.
استادان دانشگاه‌ها نیز نمونه‌ها و آزمایش‌هایی مبتنی بر این پلتفرم را وارد برنامه‌های آموزشی خود کرده‌اند.
دکتر کریستین کوربت مورن، یکی از فوق دکترا‌های موسسه فناوری کالیفرنیا، از این پلتفرم در طول تحقیقات در قطب جنوب استفاده کرده‌است.
مردم همچنین از این پلتفرم برای مقاصد غیر آکادمیک نیز استفاده می‌کنند. یکی از کاربران در حال توسعه بازی‌ها با این پلتفرم است، برای مثال بازی «جنگ‌های کوانتومی» از موارد توسعه داده شده به کمک این پلتفرم است.